# Guerra italiana de 1551-1559
La guerra italiana de 1551-1559 comenzó cuando Enrique II de Francia, que había sucedido a Francisco I al trono, declaró la guerra al emperador Carlos V con la intención de reconquistar Italia y asegurar la hegemonía francesa en los asuntos europeos.

## Antecedentes
A pesar del éxito del emperador Carlos V en Bolonia en 1530, Italia fue escenario de enfrentamientos durante tres décadas más. La reversión al Emperador del ducado de Milán a la muerte del duque Francisco Sforza en 1535, fue la ocasión para reclamarlo el rey francés para su segundo hijo el duque de Orléans, la invasión del ducado de Saboya y de Piamonte fue el detonante de la guerra (1536–1538). El agotamiento de los contendientes y los deseos del papa Pablo III (1534–1549) de oponerse a los turcos llevó a la Tregua de Niza en junio de 1538, las posesiones del duque de Saboya se quedaron divididas entre franceses e imperiales, mientras que al duque le quedaba Niza.
El 10 de octubre de 1540, el emperador Carlos V invistió a su hijo Felipe con el ducado de Milán, frente a las apetencias del rey de Francia. La muerte de los embajadores franceses ante los turcos, Rincón y Fregoso, en territorio milanés fue la excusa que provocó una nueva guerra (1542–1546) que no alteró la situación en Italia, manteniendo la ocupación de los territorios del duque de Saboya.
En 1545, el papa Pablo III, enajenó los territorios de Parma y Piacenza de la Santa Sede y se los otorgó a su hijo Pedro Luis Farnesio creando los ducados de Parma y Piacenza, con gran disgusto del emperador Carlos V, que recuperó Piacenza en septiembre de 1547 tras el asesinato del duque. Su hijo Octavio Farnesio, vio confirmada la posesión de Parma por el nuevo pontífice Julio III en marzo de 1550, y el duque temiendo la reacción del Emperador se alió con Francia reiniciándose otra nueva guerra en Italia.

## Campañas
En el ámbito continental, Enrique II se alió con los príncipes protestantes alemanes en el Tratado de Chambord en 1552. En una rápida ofensiva en Lorena, que fue un éxito, Enrique conquistó los tres obispados de Metz, Toul y Verdún, y repelió a los Habsburgo en la Batalla de Renty (12 de agosto de 1554).
En Italia, las tropas francesas se movieron a Piamonte, mientras las imperiales hacían lo mismo en Milán. Por falta de fondos, se llegó a una tregua en abril/mayo de 1552 en la que Farnesio permanecía en Parma, pero la guerra se trasladó a Siena, donde fueron expulsadas las tropas imperiales que protegían a la República de sus vecinos, para colocarse bajo protección de Francia, pero en abril de 1555, con la ayuda de Florencia, Siena fue sometida de nuevo al Imperio. Entretanto, el emperador cedió los territorios italianos en su hijo el príncipe Felipe de España: en 1554 le cedió Nápoles y Milán, y le nombró vicario imperial en Siena, y en 1556 le cedió los reinos castellanos, aragoneses y el de Sicilia, así como el vicariato general sobre Italia, que le otorgaba la autoridad perpetua sobre los territorios del Sacro Imperio en Italia, pero por consejo de Granvela se mantuvo en secreto. El nuevo papa Paulo IV entró en tratos con Francia garantizando la investidura de Nápoles y Milán a los hijos segundones del rey de Francia y así sacudirse la preponderancia española. El duque de Alba, virrey de Nápoles invadió el territorio pontificio en septiembre de 1556, iniciando una victoriosa campaña, pero la respuesta francesa vino en diciembre de 1556 con apoyo del duque Hércules II de Ferrara. Por su parte, Felipe II contaba con la neutralidad de Venecia, el apoyo de Génova, y había acercado a su posición al duque Cosme de Médici de Florencia y al duque Octavio Farnesio de Parma. Con Octavio Farnesio había pactado un acuerdo en Gante, por el que Farnesio recibiría los feudos de Parma y Piacenza, así como la alianza con el monarca español (tal acuerdo se incorporó al tratado de Paz de Cateau-Cambrésis) y con el duque de Florencia, al que el 19 de julio de 1557 se le transfirió Siena como una subinfeudización, con la excepción de unos puntos costeros denominados Estado de los Presidios de Toscana (Porto Ércole, Talamone, Monte Argentario, Orbetello, Porto Santo Stefano y Porto Longone).

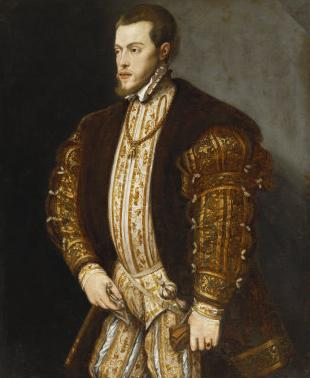
El rey Felipe II de España afirmó la hegemonía española en los territorios italianos.

## Paz de Cateau-Cambrésis
La victoria española en San Quintín en agosto de 1557 y en la Batalla de Gravelinas al año siguiente, significó la retirada de los franceses en Italia, el Papa quedó solo ante el ejército español y la paz con el Papa fue alcanzada en septiembre de 1557. La paz con Francia vino con Cateau-Cambresis, en la que el rey Enrique II de Francia renunció a sus reivindicaciones italianas, se confirmó la soberanía de Nápoles y Milán al rey Felipe II de España, se ratificó la posesión de Parma y Piacenza a Farnesio, Siena a Médici, y la restauración de gran parte de las posesiones de la Casa de Saboya. Los territorios de la Casa de Saboya, dada su posición geográfica, fueron el principal escenario italiano de guerra entre franceses e imperiales desde 1535, de ahí las protestas del duque de Saboya ante las dietas imperiales. El duque Manuel Filiberto de Saboya se puso al servicio de los españoles, contribuyendo a la victoria de San Quintín, con lo que en la paz de Cateau-Cambrésis obtuvo casi la restauración del territorio de su padre Carlos III antes de las guerras. En definitiva, el tratado de Cateau-Cambrésis entre Francia y España, confirmó la era de la supremacía española sobre Italia.